# 松脂酒

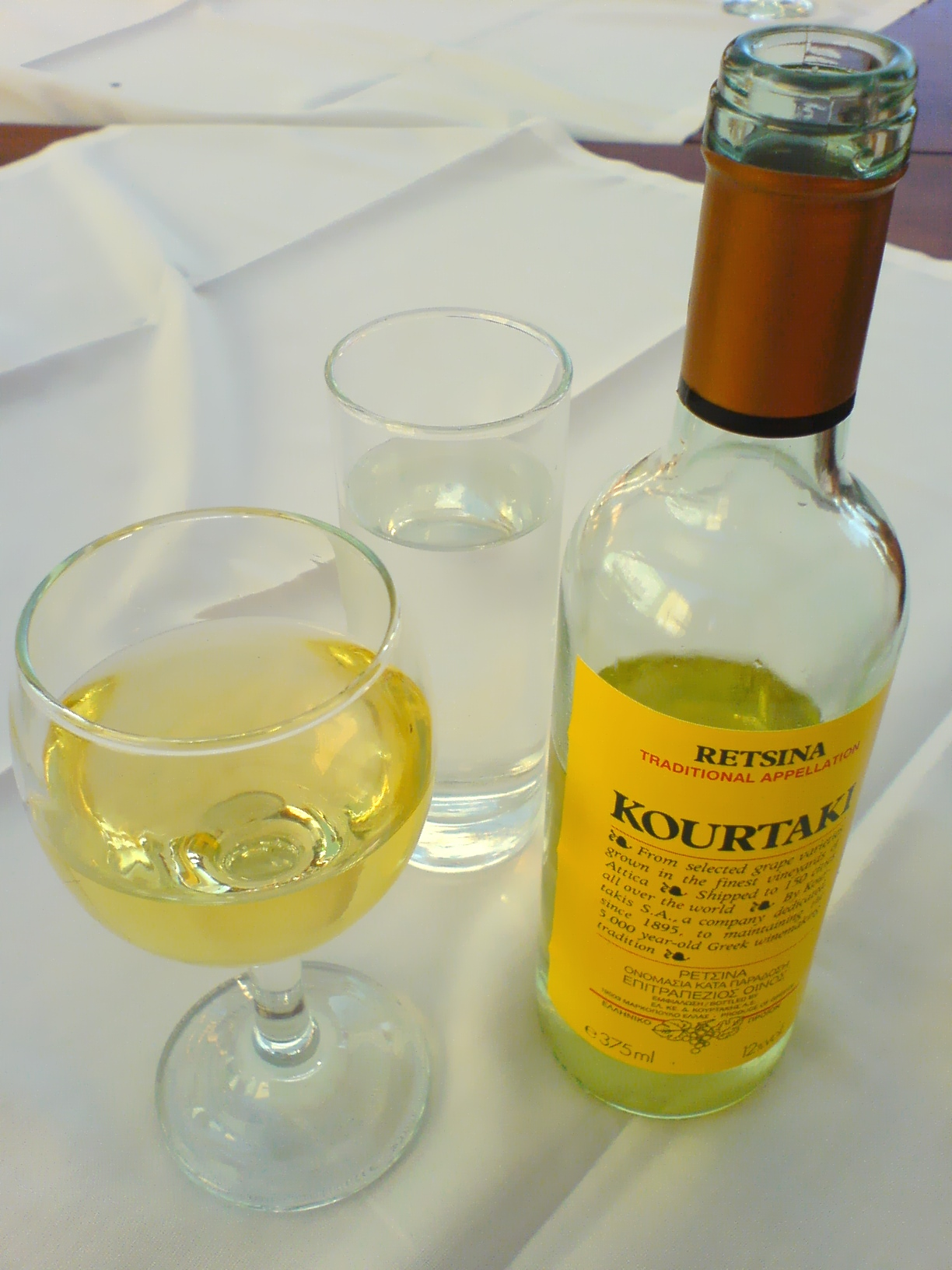
松脂酒，是一种白葡萄酒或桃红葡萄酒。

松脂酒（希腊语：Ρετσίνα），是一种白葡萄酒或桃红葡萄酒，在希腊已有两千多年的生产历史，具有独特的松脂香气。
其松脂香气源自古希腊人用阿勒颇松的树脂密封葡萄酒容器（特别是双耳瓶）的做法。在密封玻璃容器发明以前，葡萄酒容易氧化变质，而松脂可用于密封瓶口，于是松脂独特的香气也渗入了酒中。后来自3世纪起，罗马人开始使用木桶，在酿酒工艺方面已不再需要树脂，但加入松脂风味的习惯已然流行开来并流传至今。